# 楊景山
杨景山（?—?），廣東万州后郎村人，清朝政治人物。同进士出身。
乾隆二十八年（1763年），登癸未科进士，授崇义知县。